# Landbon
Landbon är en sjö i Ljusdals kommun i Hälsingland och ingår i Ljusnans huvudavrinningsområde. Sjön har en area på 0,082 kvadratkilometer och ligger 430,2 meter över havet. Sjön avvattnas av vattendraget Handsjöån.

## Delavrinningsområde
Landbon ingår i det delavrinningsområde (685779-145891) som SMHI kallar för Utloppet av Össjön. Medelhöjden är 443 meter över havet och ytan är 9,26 kvadratkilometer. Det finns inga avrinningsområden uppströms utan avrinningsområdet är högsta punkten. Handsjöån som avvattnar avrinningsområdet har biflödesordning 4, vilket innebär att vattnet flödar genom totalt 4 vattendrag innan det når havet efter 215 kilometer. Avrinningsområdet består mestadels av skog (50 procent). Avrinningsområdet har 2,38 kvadratkilometer vattenytor vilket ger det en sjöprocent på 25,6 procent.